# José de Castro (ator)
José de Castro, pseudónimo de José Manuel Maria  da Conceição Pinhanços (Paço de Arcos, Oeiras, 16 de Novembro de 1931 — Lisboa, 6 de Outubro de 1977) foi um premiado actor português.

## Biografia
José de Castro estreou-se profissionalmente no teatro em 22 de novembro de 1952, na peça A Hipócrita (Emlyn Williams), na Companhia Maria Lalande - Assis Pacheco, no Teatro Maria Vitória.
Em meados da década de 1950 ingressa na Companhia Rey Colaço-Robles Monteiro, companhia residente do Teatro Nacional D. Maria II, onde participaria em quase 3 dezenas de produções.
No cinema estreou-se em As Ilhas Encantadas (1965) de Carlos Vilardebó e participou como actor em filmes como Vinte e Nove Irmãos (1965) de Augusto Fraga ou A Santa Aliança (1978) de  Eduardo Geada.
José de Castro foi distinguido com o Prémio da Crítica de 1958 pelo seu trabalho em O Processo de Jesus (Diego Fabbri).
José de Castro recebeu o Prémio Eduardo Brazão (1962), do SNI, para para "melhor intérprete masculino de teatro declamado", por Romeu e Julieta (Shakespeare), voltando a receber o galardão em 1971 pela sua interpretação em O Rei Está a Morrer (Ionesco).
José de Castro recebeu o Prémio da Imprensa (1964), ou Prémio Bordalo, o seu primeiro, na categoria "Teatro", pelas interpretações em Divinas Palavras (Valle-Inclán) e Joana de Lorena (Anderson). Na cerimónia de entrega realizada a 3 de abril de 1965, no Pavilhão dos Desportos, a Casa da Imprensa também distinguiu nesta categoria a actriz Eunice Muñoz e autor da peça O Braço da Justiça, Joaquim Paço de Arcos.
Recebeu Prémio da Imprensa (1968), o seu segundo, na categoria "Teatro", entregue 1969 no Pavilhão dos Desportos, quando a Casa da Imprensa também distinguiu nesta categoria a actriz Helena Félix, o encenador Artur Ramos e o autor José Régio.
José de Castro recebeu Prémio da Imprensa (1970) o seu terceiro, novamente como actor na categoria "Teatro", "pela criação em O Rei Está a Morrer" (Ionesco). Na ocasião, a 23 de março de 1971, no Coliseu dos Recreios, a Casa da Imprensa distinguiu ainda a actriz Helena Félix, a encenadora Luzia Maria Martins , o cenógrafo José Rodrigues, o Teatro Estúdio de Lisboa (Prémio de Conjunto) e os espectáculos Melim 4 (encenado por Adolfo Gutkin) e Breve Sumário da História de Deus (encenado por Carlos Avilez). Nesta edição de 1971, foi ainda atribuído o "Prémio Especial de Revelação" a Margarida Mauperrin que, alegando razões pessoais não aceitou o prémio.
Foi homenageado com um busto, no Largo 5 de Outubro, em Paço de Arcos.